# Doppia spesa
La doppia spesa in economia è una truffa che consiste nello spendere lo stesso titolo valutario due o più volte. Nell'economia tradizionale sono stati gli istituti finanziari centralizzati a fornire un controllo che evitasse la doppia spesa mentre è un potenziale problema in uno schema di cassa digitale in cui uno stesso singolo token digitale potrebbe essere speso più di una volta presso venditori diversi, in mancanza di un organo o di un sistema certificatore, perché un token digitale è costituito da un file che può essere duplicato o falsificato. Come nel caso del denaro contraffatto, tale doppia spesa porta all'inflazione creando una nuova quantità di valuta fraudolenta che in precedenza non esisteva.
Ciò influisce sull'uso della valuta elettronica rispetto ad altre unità monetarie e diminuendo la fiducia degli utenti. 
Sono state inventate diverse tecniche crittografiche per evitare la doppia spesa preservando l'anonimato in una transazione sono le cosiddette blind signatures e in particolare, nei sistemi offline, la divisione segreta.

## Prevenzione
La prevenzione dell'attacco a doppia spesa è divisibile in due categorie: centralizzata e decentralizzata.

### Centralizzato
Di solito questo viene implementato utilizzando una terza parte online che può verificare se è stato speso un token. Questo normalmente rappresenta un singolo punto di errore sia dal punto di vista della disponibilità sia da quello della fiducia.

### Decentralizzato
Nel 2007 erano stati proposti numerosi sistemi distribuiti per la prevenzione della doppia spesa.
Il bitcoin della criptovaluta ha implementato una soluzione all'inizio del 2009. Utilizza un protocollo crittografico chiamato "proof-of-work " per evitare la necessità che una terza parte attendibile convalidi le transazioni. Invece, le transazioni sono registrate in una contabilità pubblica chiamata blockchain. Una transazione è considerata valida quando è inclusa nella blockchain che contiene la maggior quantità di lavoro computazionale. Questo rende la doppia spesa più difficile con l'aumentare delle dimensioni della rete complessiva. Altre criptovalute hanno anche caratteristiche simili.